# هاري هادينجتون
هاري هادينجتون (بالإنجليزية: Harry Haddington)‏ هو لاعب كرة قدم بريطاني في مركز الدفاع، ولد في 7 أغسطس 1931 في سكاربورو في المملكة المتحدة، وتوفي في 2010. لعب مع نادي برادفورد بارك أفنيو ونادي سكاربورو ونادي والسول ونادي ووستر سيتي ووست بروميتش ألبيون.